# Museo Arqueológico de Tesalónica
El Museo Arqueológico de Tesalónica es uno de los museos de la región de Macedonia Central, en Grecia y uno de los más importantes del país.

## Historia del museo
Después de que Tesalónica pasara a formar parte de Grecia en 1912, se empezó a reunir una colección de antigüedades que estuvieron albergadas en varios edificios hasta que en 1925 pasaron a exponerse en la Mezquita Geni, que se convirtió así en el primer museo de la ciudad. A la colección se añadieron diversas esculturas que habían sido enterradas para preservarlas durante la Segunda Guerra Mundial. 
En 1950 se decidió la construcción de un nuevo museo que fue diseñado por Patroklos Karantinos e inaugurado en 1962. Desde entonces se han sumado numerosas piezas al museo procedentes de diversas excavaciones —aunque los hallazgos de las tumbas reales de Vergina, que fueron inicialmente traídos al museo de Tesalónica, regresaron a su lugar de procedencia en 1988— y se han organizado numerosas exposiciones temáticas. El museo fue renovado entre 2002 y 2006 para adaptarlo a criterios museológicos modernos.

## Colecciones
El museo contiene una colección de objetos que permite exponer la historia de la antigua ciudad de Tesalónica y del antiguo Reino de Macedonia.

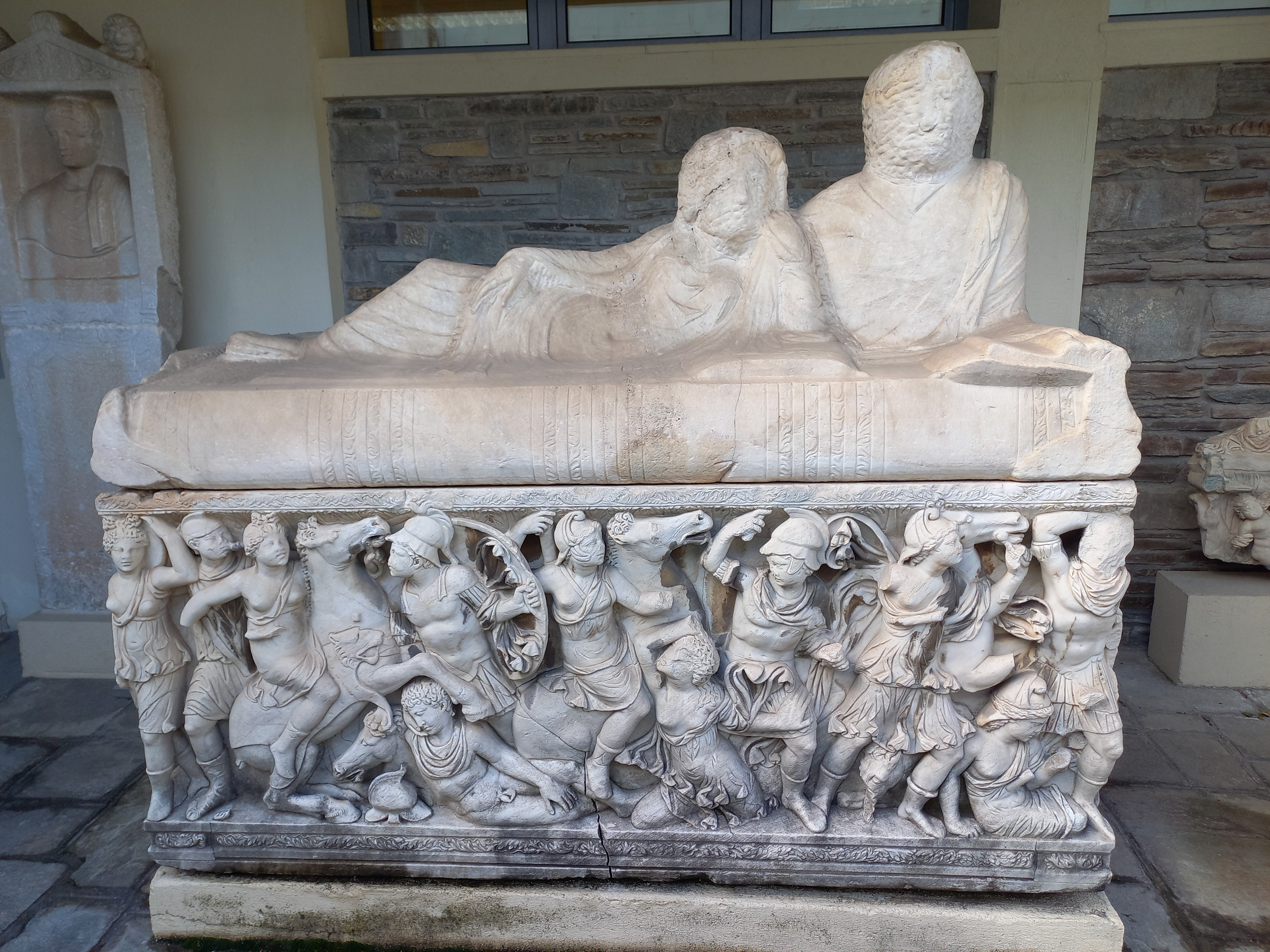
Sepulcro de época romana expuesto en el exterior del Museo Arqueólogico de Tesalónica.

Se encuentra dividido en ocho secciones de unidades expositivas: la prehistoria, el nacimiento de las ciudades, el reino de Macedonia desde el siglo VII a. C. hasta la Antigüedad tardía, la historia de la ciudad de Tesalónica, el oro de los macedonios, una sección al aire libre dedicada a la época comprendida entre los siglos II y IV, otra sección dedicada a los monumentos de piedra de época romana y, por último, una titulada «Macedonia: de los fragmentos a los píxeles». Además, en el exterior se muestra una colección importante de sepulcros de época romana.   

### 1. Prehistoria
En la sección de la prehistoria se realiza una introducción a la historia de la investigación. Se exponen réplicas de importantes hallazgos prehistóricos de la zona anteriores a la aparición del hombre, como el cráneo de ouranopithecus macedoniensis y el cráneo de Petralona, fechado hacia el 200 000 a. C. De la cultura neolítica hay numerosos hallazgos que se subdividen en secciones dedicadas a las diferentes actividades de la vida de las personas de esta época. Del neolítico tardío es destacable el llamado tesoro de Aravisos, compuesto por seis objetos de oro, mientras de la Edad del Bronce temprana es importante el tesoro de Petralona, formado por herramientas de bronce que podrían haber pertenecido a un artesano metalúrgico o a un comerciante.

### 2. Origen de las ciudades
La sección dedicada al origen de las ciudades expone hallazgos de excavaciones de ciudades y necrópolis de la Edad del Hierro comprendidos entre los años 1100 y 700 a. C. Entre los yacimientos arqueológicos de los que proceden se encuentran los de Ásiros, Mende, Kastanás, Nea Filadelfia, Anjíalos y Kraniá. Mediante estos hallazgos se presentan las características de esta época en la que se intensificaron los contactos comerciales y las actividades metalúrgicas, se aprecian diferenciaciones sociales y los enterramientos se realizaban en necrópolis más organizadas.

### 3. El reino de Macedonia desde elsigloVIIa.C.hasta la Antigüedad tardía
Esta sección presenta múltiples hallazgos que permiten exponer las características de la vida cotidiana y de la vida pública en Macedonia a lo largo de un largo periodo comprendido entre la época arcaica en la que Macedonia empezó a ser un reino independiente y la Antigüedad tardía, en la que pertenecía al mundo romano. Entre los objetos expuestos se hallan objetos de oro de ajuares funerarios de la necrópolis de Sindo de finales de la época arcaica, una estela funeraria de mármol con una representación en relieve procedente de Nea Kalikratia de la época clásica, unos lechos funerarios de una tumba macedónica de Potidea que aparecen ricamente decorados, una puerta de mármol de otra tumba de la antigua Antemunte y un decreto de Filipo V de Macedonia del 197 a. C. con instrucciones para el reclutamiento de hombres para el ejército.

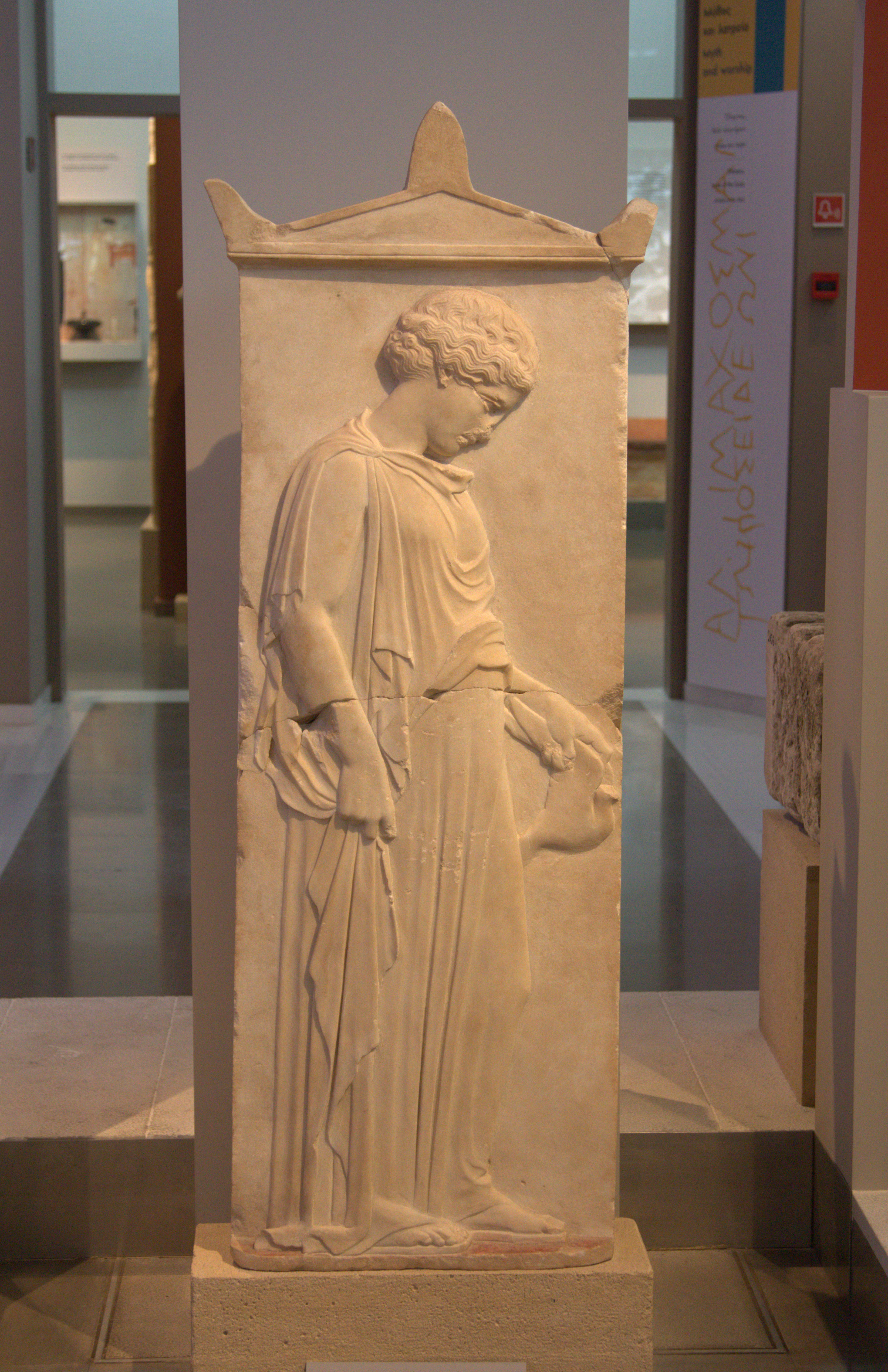
Estela funeraria de Nea Kalikratia, hacia 440 a. C.
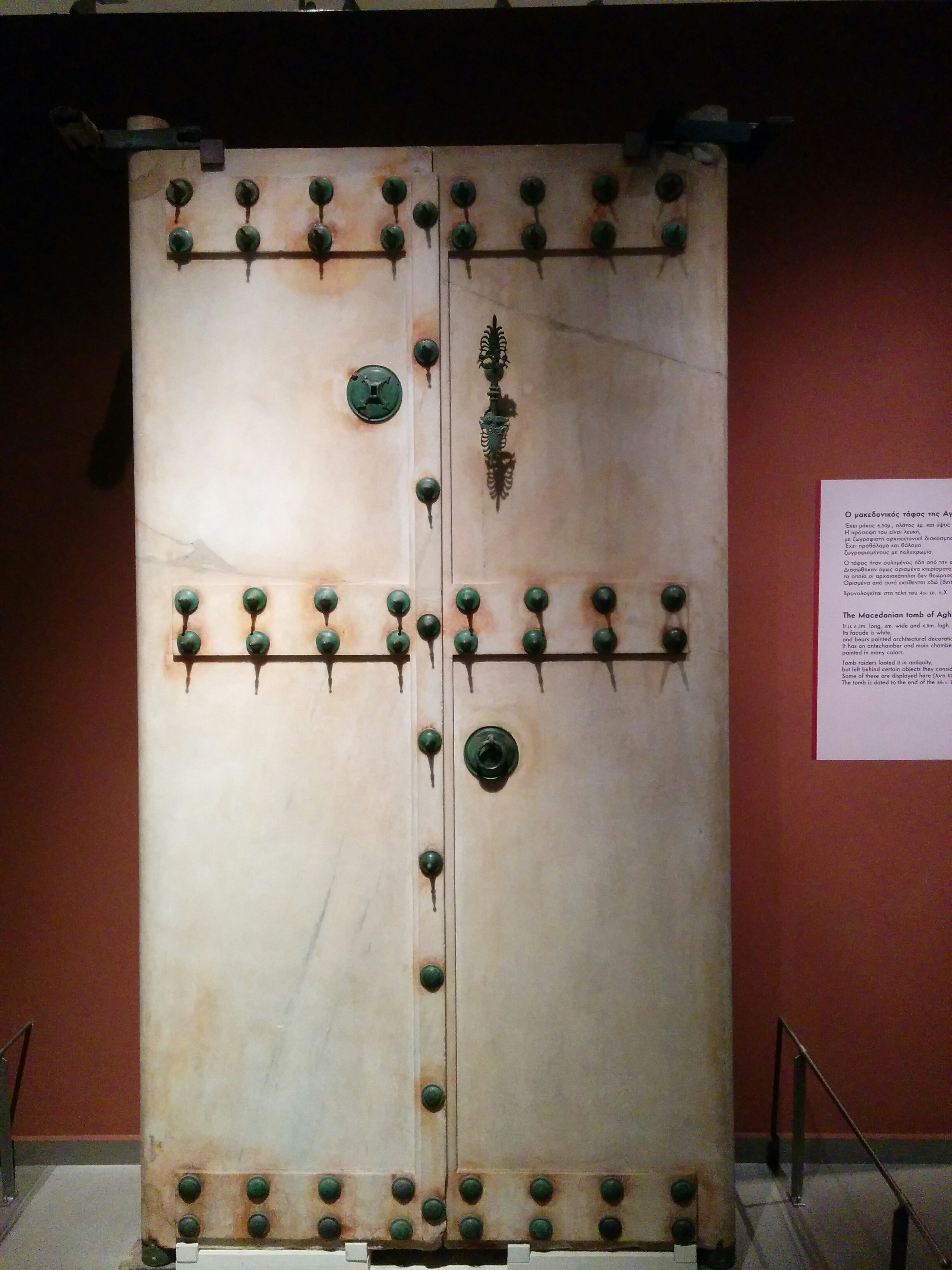
Puerta de mármol de una tumba de finales del siglo IV a. C.

### 4. La historia de la ciudad de Tesalónica
Otra sección se centra en la historia de la ciudad de Tesalónica a través de hallazgos arqueológicos. Se informa sobre sus monumentos, sus características singulares y su importancia como centro cultural de Macedonia. Entre los objetos expuestos hay una medalla de bronce con la representación de Atenea del siglo II a. C., diversos hallazgos procedentes de un santuario de los dioses egipcios que estuvo activo entre el periodo helenístico y la Antigüedad tardía, una estatua del emperador romano Augusto, una estatua de Afrodita sin cabeza del tipo conocido como «Afrodita de Frejus», una miniatura del arco de Galerio, un altar funerario en honor de un actor fechado hacia 170-200 d. C. y un suelo de mosaico del siglo III con una escena dionisíaca.

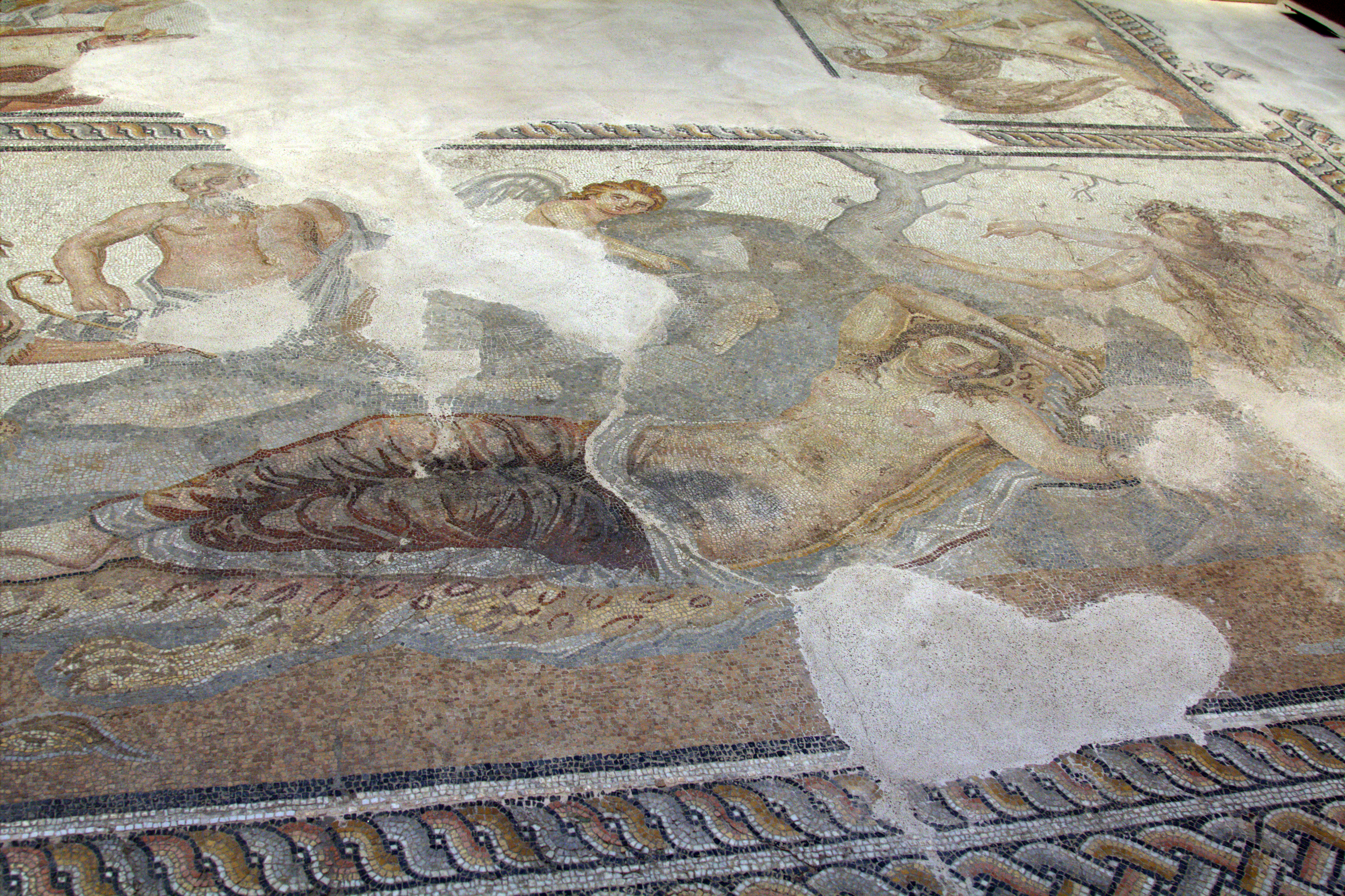
Suelo de mosaico con escena dionisíaca, del siglo III d. C.
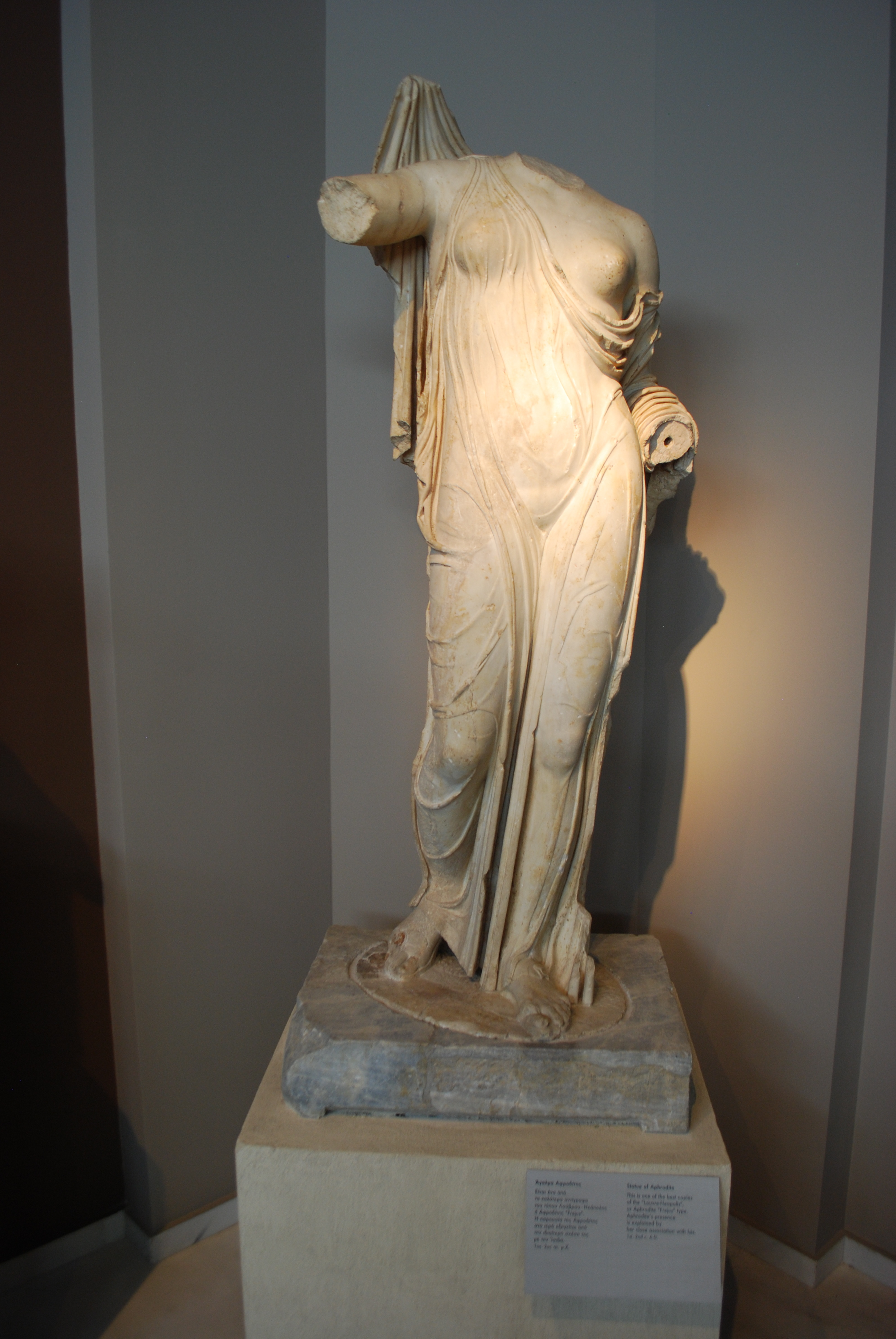
Estatua de Afrodita del tipo Afrodita de Frejus.
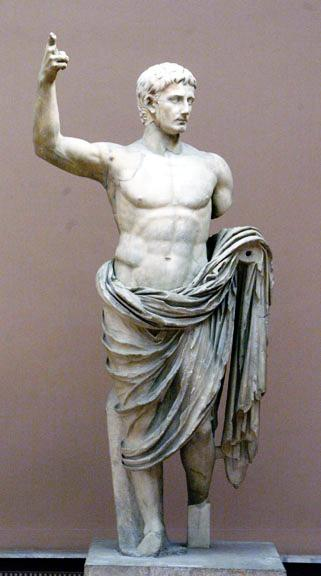
Estatua de Cesar Augusto.

### 5. El oro de los macedonios
La sección dedicada al oro de los macedonios expone hallazgos procedentes principalmente de necrópolis de los periodos arcaico y clásico. Se describe también el modo en el que se trabajaban los metales preciosos, que en la antigua Macedonia tuvo dos periodos de auge en los que se realizaron obras de arte de gran calidad. Algunos de los objetos más destacados de esta sección son varias coronas funerarias de oro, la cratera de Derveni, donde se representan las bodas de Dioniso y Ariadna, del siglo IV a. C. y el papiro de Derveni.

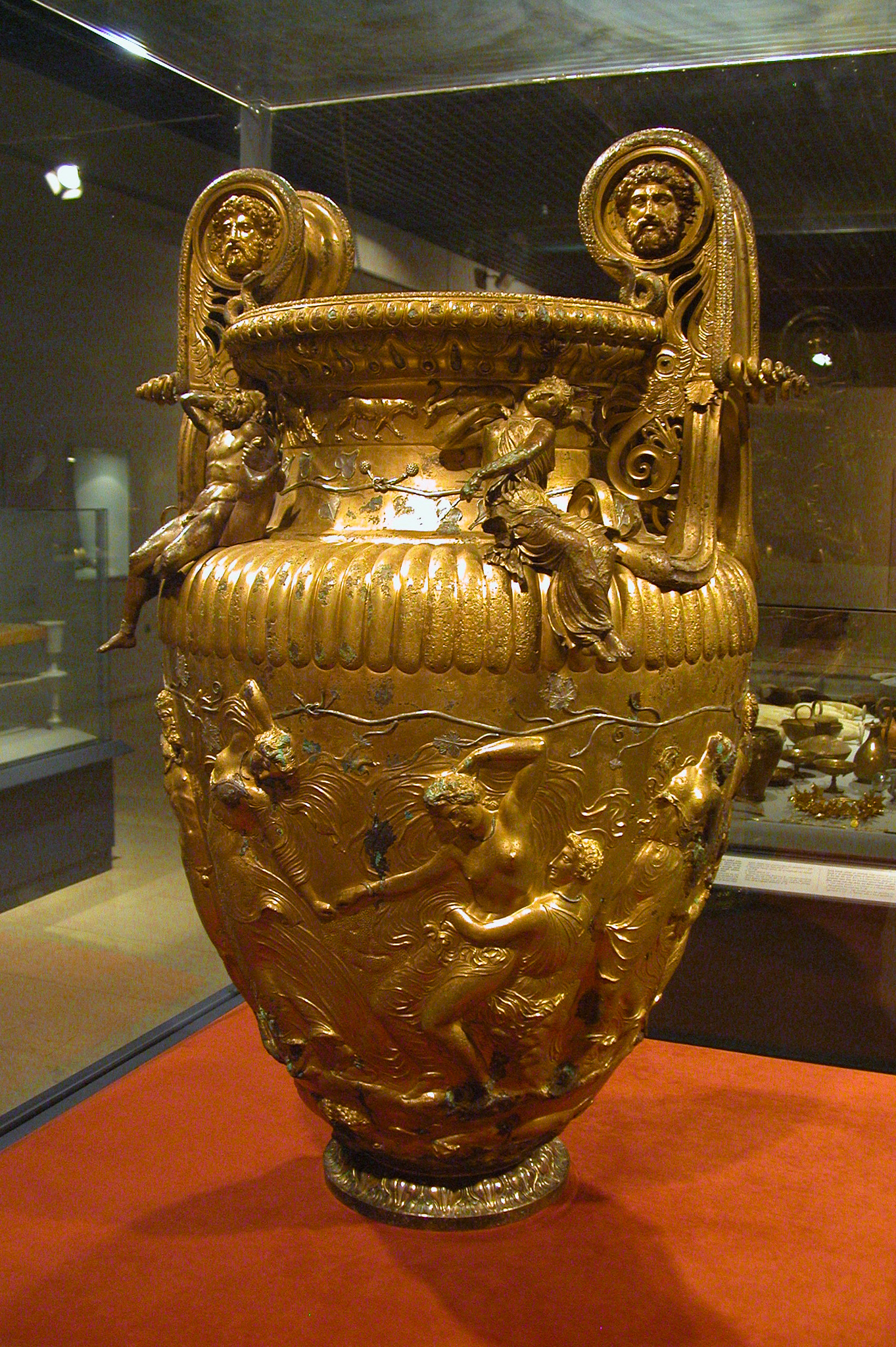
La cratera de Derveni.
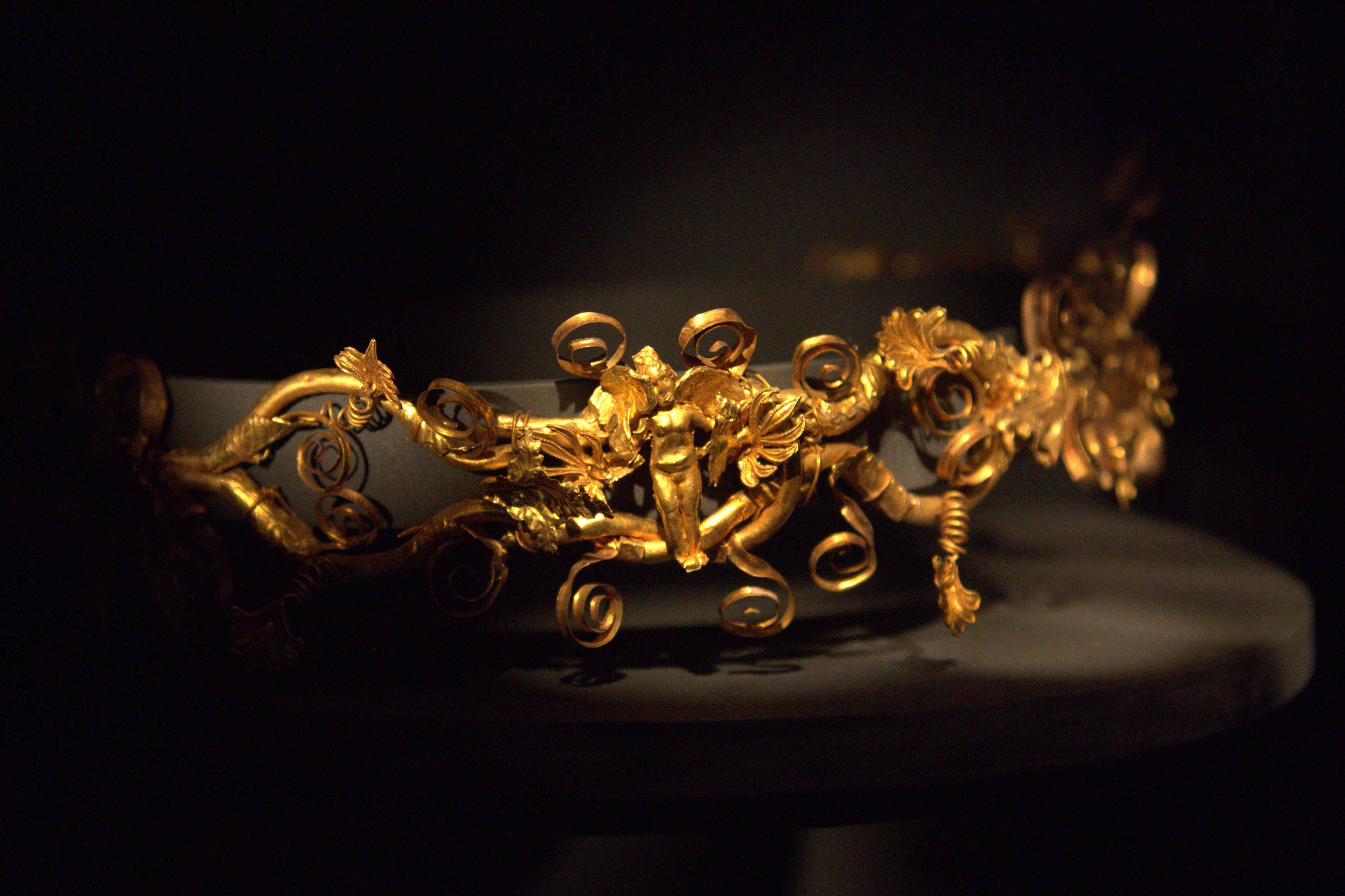
Diadema de oro del siglo IV a. C.

### 6. Campo, casa, jardín, lugar
Esta sección expone al aire libre una serie de objetos pertenecientes a un periodo de gran prosperidad en Tesalónica, comprendido entre los siglos II y IV. En ella están las reconstrucciones de una necrópolis y de una lujosa casa de la época imperial romana, en la que los materiales de construcción son modernos pero el suelo de mosaico es original.

### 7. Memoria y piedra
Esta sección, también al aire libre, se dedica al uso de la piedra en Macedonia principalmente entre los siglos I y VII para la construcción de murallas de fortificación, edificios, monumentos funerarios, herramientas, o como soporte para inscripciones de leyes. Entre otras características, se describe cómo muchas veces las circunstancias obligaban a reutilizar los monumentos de piedra para funciones diferentes a su propósito original, como para formar parte de fortificaciones.  

### 8. Macedonia: de los fragmentos a los píxeles
Por último, una sección pretende enseñar aspectos de la historia y la arqueología de Macedonia a través de nuevas tecnologías que realizan representaciones digitales de obras maestras y viajes virtuales en el tiempo y en el espacio. 

El Museo también cuenta con otras tres salas de exposiciones itinerantes en la planta baja.